# Publius Sittius
Publius Sittius († printemps de 44 av. J.-C. en Afrique du Nord) était un aventurier, financier et chef d'armée mercenaire romain qui obtint plusieurs victoires en Afrique du nord pour le parti de Jules César qui lui accorda une partie de la Numidie occidentale, constituant une marche occidentale de la nouvelle province de l'Africa Nova. Son destin peu commun le fait comparer à Sertorius.

## Biographie

### Financier et mercenaire
La famille de P. Sittius est originaire de Nucérie, en Campanie, et son père s'était rangé du côté des Romains lors de la Guerre Marsique.
Sittius issue de l'élite locale de sa cité s'affirma d'abord en tant que faiseur d'affaires financières, semble-t-il assez avisé puisqu'on lui devait, d'après Cicéron qui se réclame alors de son amitié, des sommes énormes dans les provinces et les royaumes. En 64 av. J.-C., il fait liquider ses affaires en Italie par Publius Cornelius Sylla neveu de Sylla, afin de payer ses dettes à Rome et s'en va régler un grand compte avec le roi de Maurétanie. À la suite de ce départ, il est soupçonné de sédition au profit de P. Sylla, ce que Cicéron réfute dans son Pro Sulla. Les raisons et motivations précises de son départ ne sont pas cependant claires, certains auteurs évoquant une proscription. Selon Salluste, il aurait été lié à Catilina, celui-ci affirmant à ses conjurés que P. Sittius Nucerinus était en Maurétanie avec une armée, au courant de son projet.
Après différentes pérégrinations notamment en Hispanie et en Maurétanie, Sittius forme en Afrique une armée mercenaire composée essentiellement d'Italiens proscrits, mécontents ou ruinés par les guerres civiles qui lui étaient dévoués. Il met ces troupes au service des potentats du nord de l'Afrique, en proie à de nombreux conflits, n'hésitant pas, au gré des enchères à changer de camp. Il y conquit fortune et une réputation de bon stratège.

### Parti de César
Lorsque César arrive en Afrique fin 47 av. J.-C. pour y combattre les derniers partisans de Pompée commandés par Metellus Scipion, Sittius est à la tête d'une troupe et d'une flotte qu'il décide de mettre au service de César, bien que les deux hommes ne se connaissent pas. Ainsi rangé au parti de César qui a cantonné ses troupes à Ruspina et est en mauvaise posture, Sittius, rejoint par le roi de Maurétanie, Bocchus II, envahit par l'ouest le royaume de Numidie du roi Juba Ier parti renforcer Metellus Scipion avec une importante troupe. Sittius s'empare la capitale Cirta puis ravage la campagne et désole les villes. Juba Ier rebrousse chemin pour défendre son royaume n'envoyant à Scipion que 30 éléphants, ce qui évite à César, dont les troupes ne sont pas nombreuses, d'être submergé par une armée aux forces bien supérieures.
Il n'y a pas de source concernant l'opposition entre Sittius et Juba mais après quelques mois, Juba rejoint Metellus Scipion, laissant le soin à son lieutenant Saburra de combattre Sittius et Bochus. Ceux-ci défont Saburra en même temps que César écrase le parti pompéien à bataille de Thapsus à la suite de laquelle Juba trouve la mort ce qui permet l'annexion de son royaume à Rome. Avec une petite troupe, Sittius capture par embuscade les généraux Afranius et Faustus qui essayaient de se réfugier en Hispanie par la Maurétanie à la tête de 1 500 cavaliers, et les livre à César. C'est également la flotte de P. Sittius, mouillée à Hippone, qui envoie par le fond les vaisseaux de Scipion et des autres vaincus cherchant également à rejoindre l'Hispanie.

### L'Africa Nova

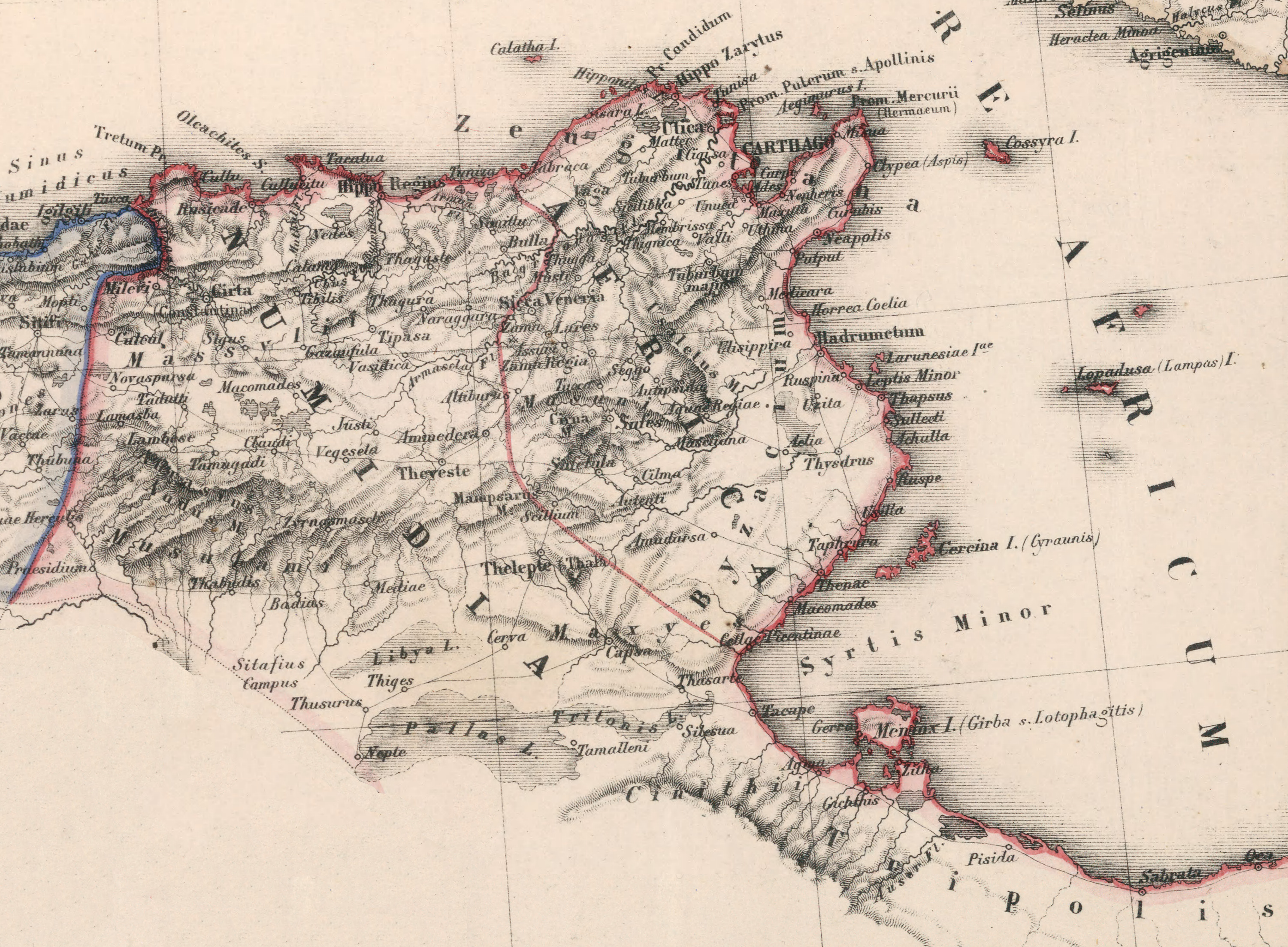
Carte de la Numidie à l'époque romaine

En échange des services rendus, César accorde à Sittius et ses troupes de pouvoir s'installer dans la région nord-ouest de la Numidie autour de quatre villes qui deviennent des colonies : Cirta - que Pline appelle au Ier siècle colonia Cirta Sittianorum cognomine,, Rusicade, Milev et Chullu dans ce qui constitue un territoire autonome de la nouvelle province d'Africa Nova.
Après la mort de César, en 44 av. J.-C., le prince numide Arabion, fils du dernier roi de Numidie occidentale Massinissa, rentre d'Hispanie où il s'était réfugié chez un des fils de Pompée. Il tente alors de reconquérir son royaume et, après avoir chassé Bocchus du trône de son père s'attaque au territoire contrôlé par Sittius. C'est dans ces circonstances que Publius Sittius trouvera la mort, par stratagème. Arabion prend ensuite le parti d'Octave en s'alliant à T. Sextius ancien lieutenant de César, devenu gouverneur de l’Africa Nova, ainsi que le font les Sittiens, par fidélité au clan de César Arabion ayant à nouveau changé de camp et s'étant rapproché de Sextus Pompée, est à son tour éliminé en 41 av. J.-C. par Sextius. L'Afrique romaine est unie peu après.

### Postérité
Si la marche de Sittius ne reste pas indépendante après la mort de Jules César et est annexée à l'Africa Nova, les colonies de ses mercenaires conserveront cependant les privilèges accordés à la suite de leurs campagnes. D'après les noms, trouvés sur des épitaphes dans cette région, il apparait qu'une partie au moins des mercenaires de Sittius étaient originaires, les uns de Campanie à l'instar de leur chef, et les autres d'Espagne. En outre, le gentilice Sittius devint très usité dans cette partie de l'empire.

### Ancienne
- Lettre de Cicéron n° F 5.17 A P. Sittius en exil, de Rome (52 av. J.-C.)
- Dion Cassius, Histoire de Rome, livres XLII et XLIII
- Auteur inconnu, Commentaires sur la Guerre d'Afrique, 25, 2 ; 36, 4 ; 48, 1 ; 93, 3 ; 95, 1 et 2 ; 96, 1 et 2.
- Caesar Alexandrian, African and Spanish Wars with an english translation by A.G. Way, M.A., The Loeb Classical Library, Harvard University Press, MCMLV (édition bilingue latin-anglais).

### Contemporaine
- François Bertrandy, L'État de Publius Sittius et la Numidie cirtéenne (Ier siècle avant J.-C.-Ier siècle après J.-C.), thèse d'État sous la direction de G.-Ch. Picard, université de Paris-IV-Sorbonne, juin 1989
- François Bertrandy, « L'État de P. Sittius et la région de Cirta - Constantine (Algérie), Ier siècle avant J.-C. - Ier siècle après J.-C. », L'Information historique, 1990, p. 69-73.